# ATP Buenos Aires 2002
L'ATP di Buenos Aires 2002 è stato un torneo di tennis giocato sulla terra rossa.
È stata la 63ª edizione dell'ATP di Buenos Aires,
che fa parte della categoria International Series nell'ambito dell'ATP Tour 2002.
Si è giocato nel Buenos Aires Lawn Tennis Club di Buenos Aires in Argentina,
dal 18 al 25 febbraio 2002.

## Campioni

### Singolare
Nicolás Massú ha battuto in finale  Agustín Calleri 2-6, 7-6(5), 6-2

### Doppio
Gastón Etlis /  Martín Rodríguez hanno battuto in finale  Simon Aspelin /  Andrew Kratzmann 3-6, 6-3, [10-4] (Match Tie-Break)